# Ричерсон, Питер
Питер Ричерсон (Peter (Pete) J. Richerson; род. 11 октября 1943, Сан-Матео, Калифорния) — американский биолог, один из основоположников области культурной эволюции. Доктор философии (1969), заслуженный профессор Калифорнийского университета в Дейвисе (эмерит), феллоу Калифорнийской АН (2006). Отмечен J. I. Staley Prize (1989) — за книгу Culture and the Evolutionary Process, совместно с Робертом Бойдом.
Окончил Калифорнийский университет в Дейвисе (бакалавр энтомологии, 1965) и там же получил степень доктора философии по зоологии (1969). В 1969-1971 годах там же постдок, с 1971 года ассистент-профессор, с 1977 года ассоциированный профессор, с 1983 года фул-профессор, в 2005—2009 годах заслуженный профессор, ныне (с 2009) эмерит. В 1983-1990 годах директор Института экологии. Гуггенхаймовский стипендиат (1984). Феллоу Американской ассоциации содействия развитию науки (2007). Экс-президент Общества культурной эволюции (CES), состоял членом правления Общества эволюционной антропологии.
Публиковался в PNAS, Proc British Academy и др. 
Автор книги Not By Genes Alone: How Culture Transformed Human Evolution (University of Chicago Press, 2005). Соавтор - вместе с Робом Бойдом - книги Culture and the Evolutionary Process (1985), являющейся одной из самых цитируемых работ по культурной эволюции. Также соавтор книги A Story of Us: A New Look at Human Evolution (2021; предв. назв. The Story of Us: How Primates Became Human; рец. Gregory Tague).
Соредактор Cultural Evolution: Society, Technology, Language, and Religion (MIT Press, 2013). 
Называл лучшей современной научно-популярной книгой о культуре труд Марка Пейджела Wired for Culture: Origins of the Human Social Mind (2012).